# Pavel III. Esterházy z Galanty
1. ↑  Leo van de Pas: Genealogics.org. 2003.

Pavel III. Esterházy z Galanty (maďarsky Galántai baró Esterházy Pál, německy Baron Paul Esterházy de Galántha, 1. února 1587 – 17. ledna 1645) byl uherský šlechtic, zakladatel zvolenské větve významného rodu Esterházyů. Působil v rakouské císařské armádě v době třicetileté války, byl vicegenerálem uherských oddílů a působil jako dvorský válečný rada.

## Život

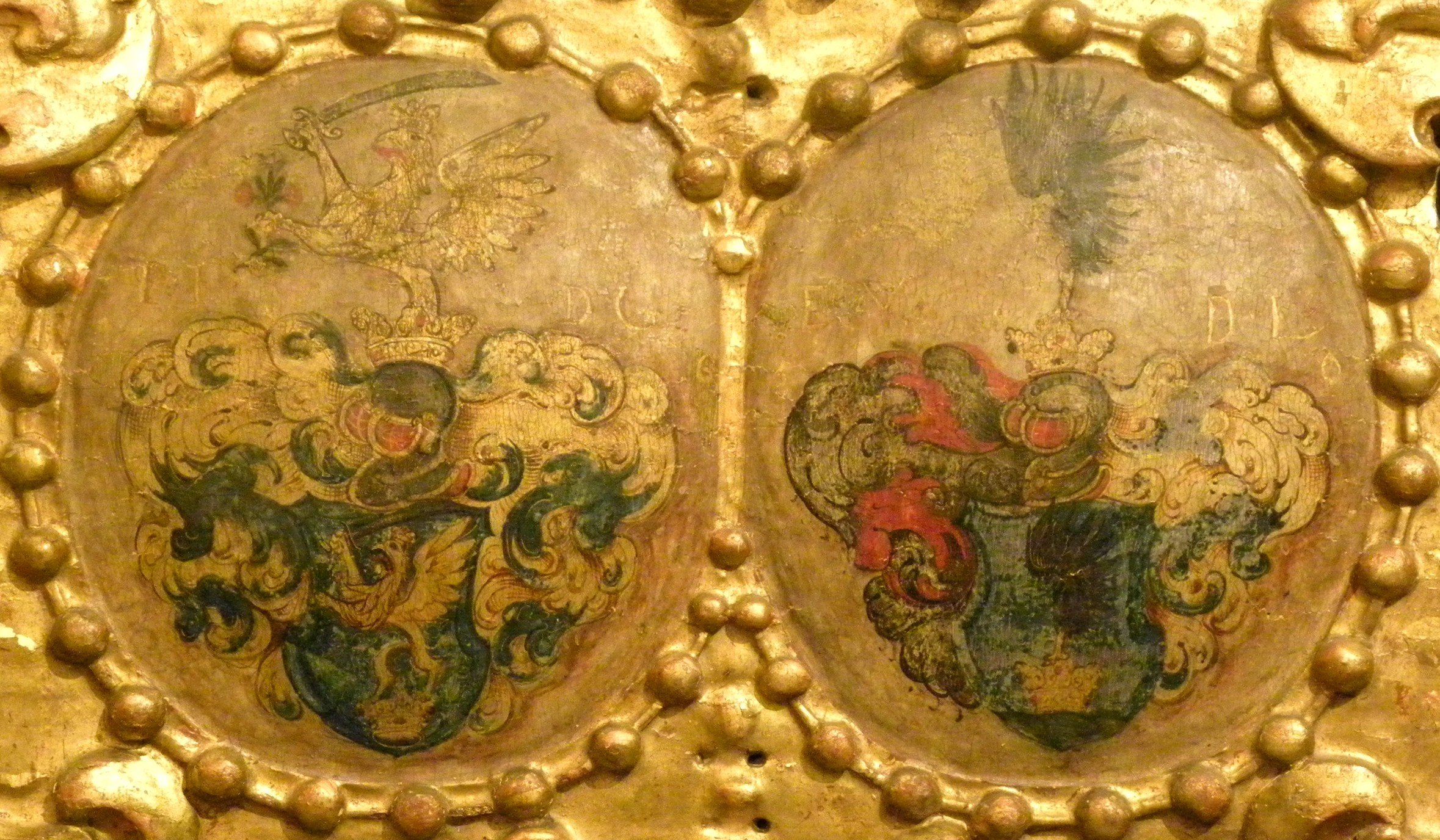
Erb barona Pavla a Evy Viczayové z oltáře zvolenského hradu (Slovenská národní galerie, Bratislava)

Narodil se jako syn vice-župana (vikomta / vicecomes) Prešpurské župy Františka Esterházyho (1532–1604) a jeho manželky Žofie Kateřiny z Illésházy (před 1547–1599). Jeho bratr Mikuláš Esterházy byl uherský palatin.
Pavel Esterházy v mládí konvertoval z luteránství k římskokatolické církvi. Zpočátku sloužil jako komorník sedmihradského knížete Gabriela Bethlena, později se však přidal na stranu uherského krále Matyáše Habsburského. Po korunovaci Ferdinanda II. byl jmenován rytířem Řádu zlaté ostruhy.
Pavel Esterházy vedl uherské milice ve třicetileté válce proti českým protestantským povstalcům a v bojích na Moravě byl těžce zraněn. V roce 1619 vysloužil povýšení do stavu svobodného pána.
Byl jmenován zástupcem kapitána Újvárské pevnosti a v roce 1623 bránil Nitranský hrad před Bethlenovými jednotkami. V roce 1626 bránil pevnost Novohrad a účastnil se i dalších bojů proti Osmanské říši.
Od svého bratra palatina Mikuláše získal Zvolenské panství v Horních Uhrách, čímž se stal zakladatelem zvolenské větve svého rodu.

## Rodina
Pavel Esterházy byl dvakrát ženat. Poprvé se oženil v roce 1614 se Zuzanou Károlyiovou z Nagykároly. Z tohoto manželství se narodily tři děti:
- František (1615 – 26. srpna 1652), zabit v bitvě u Vozokan
- Alžběta (1616-1668), provdaná za barona Istvána Hédervári de Hédervár v roce 1634
- Zsuzsa, zemřela mladá (asi 1634)

Jeho první manželka Zuzana zemřela v roce 1621. Pavel se podruhé oženil s Evou Viczayovou z Loósu, mladší sestrou Adama Viczaye z Loósu. Z manželství se narodily tyto děti:
- Emenne (1626-1631), zemřel mladý
- Rebeka (1631 – po 16. červnu 1647)
- Žofie (1633 – 20. března 1688), v roce 1650 provdaná za barona Jiřího Berényiho z Karancsberény (1601-1677)
- Mikuláš (1634 – 19. srpna 1688), župan Zvolenské župy, kastelán Bujáku
- Magdalena (1635–1708)
- Alexandr (1636 - 2. dubna 1681), dědic zvolenského panství
- Helena (1638 – 26. září 1651), zemřela mladá
- Gabriel († před 1653)
- Petr († před 1653)
- Daniel († před 1653)